# Philinoglossa praelongata
Philinoglossa praelongata är en snäckart som beskrevs av Salvivi-plawen 1973. Philinoglossa praelongata ingår i släktet Philinoglossa och familjen Philinoglossidae. Inga underarter finns listade i Catalogue of Life.